# (36271) 2000 AV19
2000 AV19 (asteroide 36271) é um asteroide troiano de Júpiter. Possui uma excentricidade de 0.05152750 e uma inclinação de 11.72455º.
Este asteroide foi descoberto no dia 3 de janeiro de 2000 por LINEAR em Socorro.